# Skylanders: Giants
Skylanders: Giants es un videojuego de 2012 de la serie Skylanders, y una secuela directa del videojuego de 2011 Skylanders: Spyro's Adventure. Como lo sugiere el título, tiene mayor número de Skylanders así cómo su tamaño por lo que son conocidos como "Giants", junto con una nueva mecánica de juego. Fue lanzado el 17 de octubre de 2012 en Australia, el 19 de octubre de 2012 en Europa, el 21 de octubre de 2012 en América del Norte y el 22 de noviembre de 2012 en América del Sur, por Neoplay. Square-Enix incluso programó lanzar una versión japonesa, en algún momento en 2013. Fue lanzado para Wii U como un título de lanzamiento en América del Norte, Europa y Australia, y utiliza el servicio de Nintendo Network.
Se mostró en la E3 de 2012. A pesar de no contenga el "Spyro" en el título del juego, él todavía es jugable en el juego.

## Jugabilidad
Skylanders: Giants se basa en los fundamentos del primer juego, que combina una línea de figuras de juguete físicas con un mundo de videojuego. El juego presenta más de 40 figuras de juguete nuevas, algunas de las cuales tienen más de dos veces el tamaño de los originales Skylanders emitidos en forma tanto física como virtual. Sus poderes en el juego y habilidades reflejan su escala colosal. También incluye un conjunto de personajes interactivos que cuentan con una nueva tecnología de luz integrada en los juguetes. Esto permite base de las cifras interactivo a la luz hasta entrar en contacto con el "Portal de poder". Los jugadores también podrán importar personajes y su progreso desde el primer juego, ya que son 100% compatible con este título.
El juego cuenta con nuevas arenas y más opciones de juego en el modo de batalla para jugar cara a cara, así como zonas de Elemental mejoradas, nuevos retos de héroe y otras características más.

## Elenco de voces
| Personaje           | Voces originales en inglés | Doblaje Hispanoamericano | Doblaje Español          |
| ------------------- | --- | --- | ------------------------ |
| Spyro               | Josh Keaton | Luis Daniel Ramírez | Ángel De Gracia          |
| Gill Grunt          | Darin De Paul | Jesse Conde | ????                     |
| Trigger Happy       | Dave Wittenburg | Andrés Gutiérrez Coto | ????                     |
| Eruptor             | Keythe Farley | José Luis Orozco | ????                     |
| Bash                | ???? | Blas García | ????                     |
| Ignitor             | Dwight Schultz | Herman López | ????                     |
| Chop-Chop           | Steve Blum | Javier Rivero | ????                     |
| Terrafin            | Joey Camen | Sebastián Llapur | ????                     |
| Boomer              | ???? | Arturo Mercado Jr. | ????                     |
| Ghost Roaster       | John Kassir | Antonio Gálvez | ????                     |
| Prism Break         | Peter Lurie | Rolando De La Fuente | ????                     |
| Sunburn             | Troy Baker | ???? | ????                     |
| Brock               | Troy Baker | ???? | ????                     |
| Slam Bam            | Fred Tatasciore | Arturo Cataño | ????                     |
| Zook                | Fred Tatasciore | ???? | ????                     |
| Warnado             | Fred Tatasciore | ???? | ????                     |
| Wrecking Ball       | Ryan Cooper | ???? | ????                     |
| Wham Shell          | Chris Parson | ???? | ????                     |
| Zap                 | Jeff Bergman | Miguel Ángel Ruíz | ????                     |
| Stealth Elf         | Audrey Wasilewski | Mayra Arellano | ????                     |
| Sonic Boom          | Lani Minella | Anabel Méndez | ????                     |
| Cynder              | Tobie LaSalandra | Claudia Urbán | Mercedes Espinosa        |
| Whirlwind           | Salli Saffioti | Mariana Ortiz | Cristina Yuste           |
| Hex                 | Courtenay Taylor | ???? | ????                     |
| Stump Smash         | Kevin Michael Richardson | Gerardo Reyero | Pedro Tena               |
| Tree Rex            | Kevin Michael Richardson | Gerardo Reyero | Pedro Tena               |
| Dino-Rang           | Thomas Bromhead | Andrés García | Vicente Gil              |
| Drill Sergant       | Thomas Bromhead | Leonardo García | ????                     |
| Lightning Rod       | Alex Ness | Diego Armando Ángeles | ????                     |
| Drobot              | Alex Ness | José Gilberto Vilchis | ????                     |
| Double Trouble      | Alex Ness | ???? | ????                     |
| Pop Fizz            | Bobcat Goldthwait | Humberto Vélez | Miguel Ayones            |
| Jet-Vac             | Ally McCrae | Alan Bravo | ????                     |
| Flashwing           | Tara Strong | ???? | ????                     |
| Chill               | Julie Nathanson | ???? | ????                     |
| Fright Rider        | Yuri Lowenthal | Alan Prieto | Enrique Hernández        |
| Sprocket            | Elizabeth Daily | ???? | ????                     |
| Niño Wilikin        | Elizabeth Daily | ???? | ????                     |
| Niña Wilikin        | Ratana | ???? | ????                     |
| Bouncer             | Bumper Robinson | ???? | ????                     |
| Crusher             | Kevin Sorbo | ???? | ????                     |
| Eye Brawl           | Travis Willingham | Mauricio Valverde | Enric Puig               |
| A.I.                | Bernardo de Paula | ???? | ????                     |
| Maestro Eon         | Daniel Hagen | Octavio Rojas | Ángel Amoros             |
| Cali                | Sumalee Montano | Natividad Gidi | ????                     |
| Flynn               | Patrick Warburton | José Luis Rivera | David García Vázquez     |
| Persephone          | Laura Bailey | Dulce Guerrero | ????                     |
| Auric               | Steven Blum | Carlos Águila | ????                     |
| Quigley             | Hope Levy | ???? | ????                     |
| Arkeyan Conquertron | George Takei | Rafael Rivera | Antonio Gómez De Vicente |
| Arkeyan King        | George Takei | Rafael Rivera | Antonio Gómez De Vicente |
| Glumshanks          | Chris Cox | René García | Jesús Barreda            |
| Kaos                | Richard Steven Horvitz | José Antonio Macías | Iván Jara                |
| Voces Adicionais    | Carlos Alazraqui Troy Baker Abraham Benrubi Bob Bergen Jeff Bergman Steve Blum Joey Camen Cam Clarke Elizabeth Daily Robin Atkin Downes Greg Ellis Keythe Farley Ian Gregory Danny Jacobs Neil Kaplan John Kassir Matthew Yang King Hope Levy David Lodge Yuri Lowenthal Peter Lurie David Markus Matthew Mercer Dave B. Mitchell Masasa Moyo Julie Nathanson Nolan North Liam O'Brien Chris Parson Bumper Robinson Salli Saffioti Dwight Schultz Patrick Seitz Lloyd Sherr André Sogliuzzo Tara Strong Fred Tatasciore Kari Wahlgren Audrey Wasilewski Travis Willingham | Mayra Arellano Dulce Guerrero Jose Luis Miranda Gabriel Cobayassi César Arias Circe Luna Anabel Mendez Joanna Brito Arturo Castañeda Arturo Mercado José Lavat Armando Coria Raúl Anaya Carlos Enrique Bonilla Jessica Angeles Sergio Gutiérrez Coto |                          |